# Avicenna-Studienwerk
Das Avicenna-Studienwerk ist das jüngste der 13 vom Bundesministerium für Bildung und Forschung anerkannten Begabtenförderungswerke in Deutschland. Es fördert begabte und gesellschaftlich engagierte muslimische Studierende und Doktoranden aller Fachrichtungen durch die Vergabe von Stipendien. Finanziert wird der Verein von der Bundesregierung, der Stiftung Mercator und von privaten Spendern.

## Geschichte
Die Gründung eines Förderungswerkes für begabte Muslime geht auf eine Initiative von Beschir Hussain und Matthias Meyer zurück. Nachdem die beiden Studenten im Sommer 2010 unabhängig voneinander das Konzept zur Gründung entwickelt hatten, bauten sie gemeinsam mit Siham Fet-Tahi und Bülent Uçar das Förderungswerk auf. Im März 2012 wurde das Avicenna-Studienwerk als Verein in Osnabrück gegründet. Seitdem engagieren sich zahlreiche renommierte Wissenschaftler in den Gremien des Vereins. Am 16. Juli 2013 wurde das Studienwerk durch die Bildungsministerin Johanna Wanka in die Reihe der vom Bundesministerium für Bildung und Forschung  anerkannten und geförderten Begabtenförderungswerke in Deutschland aufgenommen.

## Profil
Das Avicenna-Studienwerk will das  Potential der Muslime in Deutschland erschließen und fördern. Begabte junge Menschen sollen für ein Hochschulstudium gewonnen und während ihres Studiums in ihrer Leistung und ihrem gesellschaftlichen Engagement  unterstützt werden. Muslimische Studierende und Promovierende sollen als verantwortungsbewusste Personen heranwachsen, als Mitglieder der Gesellschaft die Zukunft aktiv mitgestalten und sich zu Vorbildern in der Gesellschaft entwickeln.
Avicenna ist der latinisierte Name des muslimischen Universalgelehrten Abū Alī al-Husayn ibn Abdullāh ibn Sīnā, dessen Leistungen für wissenschaftliche Exzellenz, freiheitliche Philosophie, Pluralität und die Übernahme von Verantwortung für seine Mitmenschen stehen. Grundlage für seinen Erfolg waren Neugier und die Fähigkeit, Wissen aus unterschiedlichen Sprachen und Kulturen zusammenzuführen. Das herausragende Werk Ibn Sinas ist der Kanon der Medizin, ein Grundlagenwerk der Medizin, das in Europa bis in das 18. Jahrhundert wirkte. Ibn Sina gilt als eine der wichtigsten Figuren, über die antikes und arabisches Wissen nach Europa gelangte.

## Förderung
Das Ziel des Studienwerkes ist, leistungsstarke und gesellschaftlich engagierte muslimische Studierende durch Stipendien umfassend zu fördern. Die Stipendien beinhalten eine materielle und ideelle Förderung.
Studierende erhalten ein Grundstipendium von bis zu 855 Euro im Monat, dessen Höhe sich an die bestehenden BAföG-Sätze anlehnt. Darüber hinaus wird allen Studierenden ein Büchergeld in Höhe von 300 Euro monatlich gewährt. Anders als beim BAföG müssen die Stipendien nicht zurückgezahlt werden.
Promovierende erhalten ein monatliches Stipendium in Höhe von bis zu 1350 Euro. Zusätzlich kann eine Forschungskostenpauschale in Höhe von 100 Euro gewährt werden. Die Dauer der Promotionsförderung wird von den Begabtenförderungswerken festgesetzt; sie beträgt in der Regel zwei Jahre (Regelförderungsdauer). Sie kann auf begründeten Antrag hin verlängert werden. Zudem werden Auslandsaufenthalte der Stipendiaten – etwa für Studium, Praktika und Sprachkurse –  finanziell unterstützt.
Aktuell werden über 450 Studenten gefördert (Stand 2019).
Die ideelle Förderung besteht aus den drei Themenclustern „Islamische Lebensweise“, „Wissenschaft“ und „Gesellschaft“. Stipendiatisches Engagement, die Übernahme von gesellschaftlicher Verantwortung und fachliche Exzellenz werden im Rahmen von Sommerakademien, Sprachkursen, Seminaren und Kollegs gezielt gefördert. Im Themenbereich „Islamische Lebensweise“ bekommen die Stipendiaten die Möglichkeit, den eigenen Glauben und dessen Werte gemeinsam mit anderen zu reflektieren, zu diskutieren und zu leben. Das Ziel dieses Bereiches ist, die innerislamische und interreligiöse Dialogfähigkeit zu fördern. Dazu werden z. B. auch interreligiöse Kooperationsseminare mit dem Ernst Ludwig Ehrlich Studienwerk für jüdische Studierende bzw. dem Cusanuswerk durchgeführt.

## Struktur
Im Vorstand, in der Mitgliederversammlung, dem Kuratorium und einem wissenschaftlichen Beirat engagieren sich Organisationen, Wissenschaftler und Politiker. Darunter sind die Beauftragte der Bundesregierung für Migration, Flüchtlinge und Integration Aydan Özoguz.

## Auswahlverfahren
Das Auswahlverfahren besteht aus einem schriftlichen und einem mündlichen Teil. Zunächst reichen die Bewerber ihre schriftlichen Unterlagen ein, welche u. a. ein selbst verfasstes Motivationsschreiben sowie Gutachten über das fachliche und ehrenamtliche Engagement umfassen. Anschließend werden einige Bewerber zu einem mündlichen Gespräch eingeladen, welches vor einer Auswahlkommission stattfindet, die auch die endgültige Entscheidung über die Aufnahme in die Förderung trifft. Auch Nichtmuslime, die sich im besonderen Maß für den Dialog einsetzen, können gefördert werden. Die ersten 65 Stipendiaten wurden zum Wintersemester 2014/2015 aufgenommen.

## Projekte
Mit dem vom Bundesministerium für Bildung und Forschung seit 2016 geförderten und vom Avicenna-Studienwerk geleiteten Projekt „ParticiPate“ (vormals: „Unsere Zukunft. Mit Dir!“) sollen Stipendiaten der 13 Begabtenförderwerke zu „Lotsen“ für Geflüchtete ausgebildet werden.